# Élodie Shanta
Élodie Shanta, aussi connue sous le pseudonyme Elosterv, est une autrice de bande-dessinée française.

## Biographie
Originaire de Morlaix en Bretagne, Élodie Shanta s'oriente vers le dessin dès ses études. Elle est diplômée d'une licence en arts plastiques à l'université Rennes II. En 2016, elle part vivre à Bruxelles, où elle fonde en 2019 l'atelier Rascasse avec la tatoueuse et illustratrice Tarmasz,. Elle vit à présent à Angoulême, à l'instar de son compagnon Geoffroy Monde et de bédéistes tels que Tarmasz et Théo Grosjean.
Élodie Shanta s'est d'abord fait connaître grâce à son blog sous le pseudonyme d'Elosterv, ce qui lui a valu d'être finaliste du concours Révélation Blog 2011. À partir de 2014, elle publie des bandes dessinée, principalement pour la jeunesse, sous son pseudonyme et sous son nom de naissance.
En 2019, elle commence à publier la série de bande dessinée jeunesse Crevette, qui met en scène une jeune sorcière orpheline émotive. Elle y aborde les thèmes de l'amitié, de l'apprentissage, du deuil. Sélectionnée par le festival international de la bande dessinée d'Angoulême et le salon du livre et de la presse jeunesse de Montreuil, la série est un succès.
En association avec le Lyon BD Festival et le musée Lugdunum, elle crée en 2019 avec Alexandre Fontaine-Rousseau au scénario une courte bande-dessinée pédagogique et humoristique, accompagnée d'une exposition, sur l'histoire gallo-romaine de Lyon, en se basant sur les objets du musée,.
Le festival international de la bande dessinée d'Angoulême sélectionne à nouveau un de ses albums en 2021, Cecil et les objets cassés, prépublié dans Biscoto. Elle y met en scène une grenouille apothicaire et ses amis dans un univers médiéval fantastique.
Dans Résine, publié en 2021, elle crée un second personnage de sorcière, qui tente d'échapper au bûcher, avec une approche féministe et beaucoup d'humour,,.
Une troisième sorcière s'ajoute à son univers en 2022 sous le nom d'Aneth, qui donne son nom à la série en trois tomes dont elle est l'héroïne. Comme sa prédécesseure Crevette, elle apprend la magie entourée d'amis au travers de situations loufoques,, présentées sous forme de gags absurdes en une ou deux pages.
Élodie Shanta s'associe plusieurs fois avec la scénariste Elsa Bordier, notamment pour Léonie et les scarabées publié en 2022 et suivi d'un second tome, Léonie, coquillages et crustacées, en 2023. Cet album intègre le dispositif 2022 de « La BD en classe ».
En marge de son activité d'autrice, elle intervient auprès de jeunes pour présenter ses ouvrages et pour des ateliers autour de la bande dessinée,,. Elle a également exposé ses planches à plusieurs reprises,,. En 2021, elle dessine une fresque pour le Parcours BD de Bruxelles,.

## Style
Élodie Shanta dessine de manière très stylisée et expressive. Elle se détache du réalisme pour simplifier les détails et exagérer les expressions faciales, s'emparant des codes graphiques de la bande dessinée. Elle adopte des couleurs pastel, en aplats. En résulte un style naïf, tout en rondeur et en mignonnerie. Elle dessine ses planches numériquement, grâce à une tablette graphique.
Ce style enfantin peut correspondre à un jeune public, mais peut aussi faire un contraste avec l'humour parfois noir de l'autrice dans ses œuvres plutôt destinées aux adultes,.

## Œuvre

### Sous le pseudonyme Elosterv
- Toutes les aventures, éditions Lapin, 9 novembre 2014, 104 p. (ISBN 9782918653479)

- Relation cheap, éditions Delcourt, 13 janvier 2016, 96 p. (ISBN 9782756081250), coécrit avec Davy Mourier
- Grabuge, éditions Lapin, 25 août 2016, 96 p. (ISBN 9782918653721)
- Toutes les blagues, éditions Lapin, 12 mars 2021, 112 p. (ISBN 978-2-37754-084-6)

### Sous le nom Élodie Shanta
- Marcelin Comète se balade dans le cosmos, Des ronds dans l'O, 28 mai 2015, 32 p. (ISBN 9782917237854), avec Marc Lizano (scénario)

- Les malheurs de Jean-Jean, éditions Des ronds dans l'O, 14 septembre 2016, 24 p. (ISBN 978-2-917237-99-1)
- Madame Musaraigne change de maison, éditions Lapin, 19 mai 2017, 32 p. (ISBN 979-10-90425-85-9)
- Jujub & Bléblé, éditions Lapin, 25 octobre 2018, 48 p. (ISBN 9782377540198)
- Crevette, éditions La pastèque
  1. Crevette, mars 2019 (ISBN 978-2-89777-040-2), p. 140
  2. Les premières années, janvier 2021, 104 p. (ISBN 978-2-89777-090-7)
- L'énigme de l'objet mystérieux, éditions Lapin, 27 juin 2019, 64 p. (ISBN 9782377540457), avec Alexandre Fontaine-Rousseau (scénario)
- Les tomates volantes, éditions Goater, 26 septembre 2019, 32 p. (ISBN 9791097465216), avec Elsa Bordier (scénario)
- Cécil et les objets cassés, éditions Biscoto, 17 janvier 2020, 64 p. (ISBN 978-2-37962-014-0)
- Résine, éditions La ville brûle, 19 février 2021, 92 p. (ISBN 9782360121366)
- Ortie et Douce, BD Kids
  1. L'école des pouvoirs, 14 avril 2021, 72 p. (ISBN 978-2-408-02417-8)
  2. Le secret du capitaine Zouzou, 1er février 2023, 80 p. (ISBN 978-2-408-04276-9)
- Aneth, apprentie sorcière, éditions Glénat
  1. Magie & pissenlits, 15 juin 2022, 80 p. (ISBN 978-2-344-04840-5)
  2. Trésor & piraterie, 26 octobre 2022, 80 p. (ISBN 978-2-344-05524-3)
  3. Mystère & bizarrerie, 27 mars 2023, 80 p. (ISBN 978-2-344-05913-5)
- Ville Spéciale, L'Articho, 19 août 2022, 48 p. (ISBN 978-2-490-01520-7)
- Léonie, éditions Nathan, avec Elsa Bordier (scénario)
  - Léonie et les scarabées, 25 août 2022, 48 p. (ISBN 978-2-09-249474-5)
  - Léonie, coquillages et crustacées, 6 juillet 2023, 48 p. (ISBN 978-2-09-249816-3)
- Super biscuit maudit, Exemplaire, 15 juillet 2024, 204 p. (ISBN 978-2-492926-39-6)